# Mig og min familie (tv-serie)
 For alternative betydninger, se Mig og min familie. (Se også artikler, som begynder med Mig og min familie)
Mig og min familie (originaltitel: My family) er en britisk sitcom som sendes på BBC One og, i Skandinavien, på BBC Entertainment. Serien havde premiere 19. september 2000 i Storbritannien, og sluttede 11. september 2011, også i Storbritannien. Den er instrueret af Baz Taylor, Jay Sandrich, Dewi Humphreys, Nic Phillips og Ed Bye, og er produceret af John Bartlett. Tv-serien er efter idé af Fred Barron.

## Handling
Serien handler om engelske familien Harper. Familiemedlemmerne er far og tandlæge Ben, moren Susan, den ældste søn, Nick, midterbarnet Janey og den yngste bror, Michael. Gennem serien følger man familiens liv, problemer og gode stunder. Oftest er hver episode opbygget med flere forløb, hvor man følger f.eks. forældrene i ét og en af børnene i et andet. Der opstilles så et problem og til sidst en løsning. Det er en komedieserie, og er således fuld af meget karakteristisk engelsk humor.

## Karakterer
Ben Harper (Robert Lindsay) er faren. Han arbejder som tandlæge, og har somme tider klienter som har forbindelse til problemstillingen. Han er lidt kikset men vil gerne belære sine børn. Tit viser hans teorier sig at være forkerte, og da det tit er den yngste søn, Michael, som han vil belære, bruger han udtrykket "Mikey, Mikey, Mikey, Mikey", når han har skabt problemer.
Susan Harper (Zoë Wanamaker) er moren. Hun er en klog kvinde, og fremstilles som overhovedet i familien da hun både er mere overbevisende, har mere selvtillid og sjældnere begår fejl. Hun er meget bevidst om denne rolle, og bruger den tit til at gøre alvorlige situationer.
Michael Harper (Gabriel Thomson) er den yngste søn. Han er klog og lidt nørdet, og bruger ofte sin viden for at genere sin far. Han er ofte den der får familien ud af problemerne. Han hopper tit ind i billedet og bruger sin overlegenhed til at få personer der er i problemer, til at se endnu dummere ud.
Janey Harper (Daniela Denby-Ashe) er midterbarnet. Hun er en vild og eksperimenterende teenager som bruger det meste af sin tid på at skifte kærester, shoppe eller tigge sin far om penge til at shoppe. Efter at hun blev mor til Kenzo Harper under sin  universitetstid, er hun dog blevet mere moden og ansvarsfuld. Hun er den eneste der kan give sin lillebror, Michael, modstand.
Nick Harper (Kris Marshall) er den ældste bror. Men trods det faktum, er han også den mest barnlige, uintelligente og ansvarsfulde. Han skifter konstant job, også meget drastisk, og det fører ham tit ud i problemer. Han optræder sidste gang da han flytter til sin egen lejlighed, og derefter kun i telefonsamtaler med sine forældre hvoraf det fremgår at han lever selv og har det godt.